# 阿里木庫里
阿里木庫里（1831年—1865年），是浩罕汗國末期守將，是1863-65年汗國實際上統治者。
他出身在費爾干納盆地的巴特肯一個吉爾吉斯人希布察克部貝伊家庭，他曾在安集延和浩罕伊斯蘭學校學習，成為毛拉。並且有一段時間在Qurghan Tepa擔任貝伊。
1858年，阿里木庫里利用人力量幫助馬拉伯克推翻弟弟胡達雅爾汗，馬拉伯克在1858年11月登基，作為獎勵給了他幾個重要職位，1860年他已是馬爾格蘭州長，負責打敗布哈拉酋長國侵略者。
阿里木庫里積極參與1862年2月政變馬拉伯克死亡後進行的權力鬥爭。由於他没王室血統，他立先汗小兒子賽義德為汗，自己作太傅和軍隊統帥。
1864年末派阿古柏和布素魯克到新疆，但在五個月後他在死於反俄國入侵戰役。